# إيفيلين بوريه
إيفلين بوريه (1939 – 1 يونيو 2021) هي خزّافة سويسرية الأصل، وُلدت في سويسرا ثم استقرت في قرية تونس بوادي الفيوم في مصر. في ثمانينيات القرن العشرين، أسست مع شريكها ميشيل باستوري مدرسة للفخار في القرية، التي ساهمت في إحياء وتعزيز صناعة الفخار   .

## حياتها
نشأت إيفيلين بوريه في بلدة صغيرة غرب سويسرا كانت تحب الرسم منذ صغرها مما قادها إلى اكتشاف الفخار حيث سمعت عن أشخاص يرسمون على الخزف فقررت زيارة إحدى الورش لتتعرف على كيفية صناعة الخزف حتى تقود التجربة بنفسها هذه الزيارة فتحت أمامها باباً جديداً بعد أن باتت مقتنعة بأن الرسم على الخزف ليس هو ما كانت تبحث عنه إلا أنها وجدت نفسها منجذبة لعالم الخزف وفنونه زاد ذلك الإنجذاب بعد زيارتها لفرنسا حيث أُعجبت بمهارة الخزافين وهنا بدأ شغفها الحقيقى لهذا الفن . كانت لم تتجاوز بعد السادسة عشر من عمرها إلا أنها التحقت بمدرسة الفنون التطبيقية لدراسة الخزف وبعد أن تخرجت عملت فترة في سويسرا أما والدها فكان في ذلك الوقت يعمل قسا في كنيسة بالقاهرة .
انتقلت إيفيلين بوريه إلى القاهرة في عام 1965. ثم غادرت القاهرة لتتقاعد في مكان أكثر هدوءاً فكانت زيارتها الأولى لمحافظة الفيوم، تعرفت على الشاعر المصري سيد حجاب الذي أصبح زوجها لاحقًا. طوال فترة الستينيات والسبعينيات، قامت بزيارات متكررة إلى ورش الخزف المنتشرة في أنحاء مصر. في عام 1984 استقرت في واحة الفيوم وأسست جمعية بتاح، التي تهدف إلى تدريب أطفال الريف والحضر على فنون الخزف، والتي تُعتبر أكبر مدرسة للفخار في المنطقة حتى اليوم وأسهمت بشكل كبير في تحويل القرية إلى مركز عالمي كبير لتعليم و صناعة الخزف والفخار والفنون الحرفية وحولت القرية الى وجهة سياحية

## تعليم الصغار حرفة الفخار
فى القرية الصغيرة بمحافظة الفيوم و على بعد ساعتين من القاهرة إذ اعتاد الأطفال على مساعدة آبائهم في الزراعة بعد انتهاء اليوم المدرسى ووسط هذا المشهد الريفى بادرت إيفيلين بوريه الطالبة السابقة في مدرسة الفنون التطبيقية وأحد أبرز الباحثين في الخزف بسويسرا إلى تعليم أطفال القرية صناعة الخزف والفخار، في البداية واجهت اعتراضاً من أولياء أمورهم خوفا من تأثير ذلك على عمل أبنائهم في الزراعة لذلك اقترحت بوريه تقديم مقابل مادى للآباء حيث يسمحون لأبنائهم بالمشاركة في هذه الورش ، نجحت المبادرة وأبدى الأطفال من سن خمس سنوات وحتى سن المراهقة حماسةً كبيرة تجاه تجربة التشكيل بالطين فتعاملوا معها كأنها لعبة ممتعة يصنعون من خلالها أشكالًا مستوحاه من البيئة كالسمك والحمير وأشجار الزيتون 

## أثر المبادرة على المجتمع المحلي
مع مرور السنوات، تغيّر وجه قرية تونس في الفيوم بفضل المبادرة التي أطلقتها إيفيلين بوريه. فالأطفال الذين تعلّموا صناعة الفخار في صغرهم كبروا، وغيّر بعضهم مسار حياتهم بترك العمل في الحقول وافتتاح متاجر خاصة داخل القرية. وقد أصبح لهؤلاء الأبناء أطفال بدورهم، أرسلوهم لتعلّم الحرفة ذاتها على يد “أفيلين”، كما اعتادوا مناداتها بلهجتهم المحلية.
وامتد تأثير هذه التجربة إلى خارج القرية، حيث أسس عدد من المتعلمين مدارس لتعليم الفخار في مناطق أخرى مثل الأقصر. وأصبحت قرية تونس وجهةً سياحية مفضلة لسكان القاهرة لقضاء عطلة نهاية الأسبوع، إذ يقبل الزوّار على اقتناء الأطباق والأوعية والمشغولات الزخرفية المحلية.
ويرى بعض الخبراء في إدارة المشروعات أن هذه المباردة الصغيرة ساهمت في تنويع الاقتصاد المحلى إذ أن كثيرًا من المشاريع الممولة بسخاء في مصر لم تؤتِ ثمارها، في حين أن ما وصفه بـ”النهج شبه الغريزي” لإيفيلين بوريه أوجد نشاطًا اقتصاديًا واجتماعيًا لم يكن له وجود من قبل في هذه المنطقة

## وفاتها
توفيت الفنانة السويسرية إيفلين بوريه يوم الثلاثاء الموافق 1 يونيو 2021، عن عمر يناهز 82 عامًا، في قرية تونس بمحافظة الفيوم، وهي القرية التي اختارتها موطنًا لها منذ أكثر من خمسة عقود. أسست هناك أول مدرسة متخصصة في تعليم وصناعة الخزف والفخار، وأسهمت بشكل كبير في تحويل القرية إلى وجهة سياحية بارزة ومركز معروف لصناعة وتصدير الخزف على مستوى مصر والمنطقة.

## معرض الصور

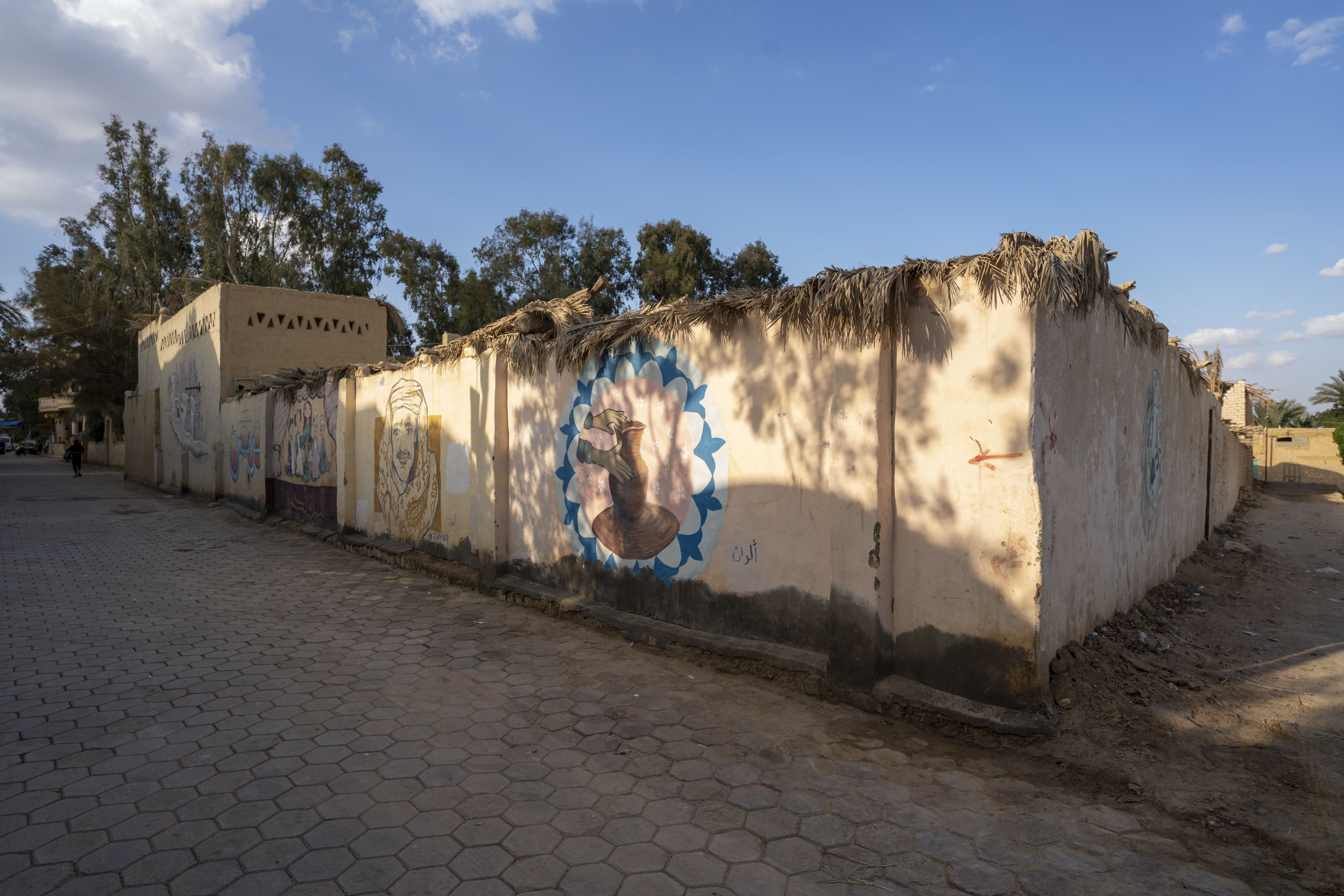
قرية تونس ( الفيوم )
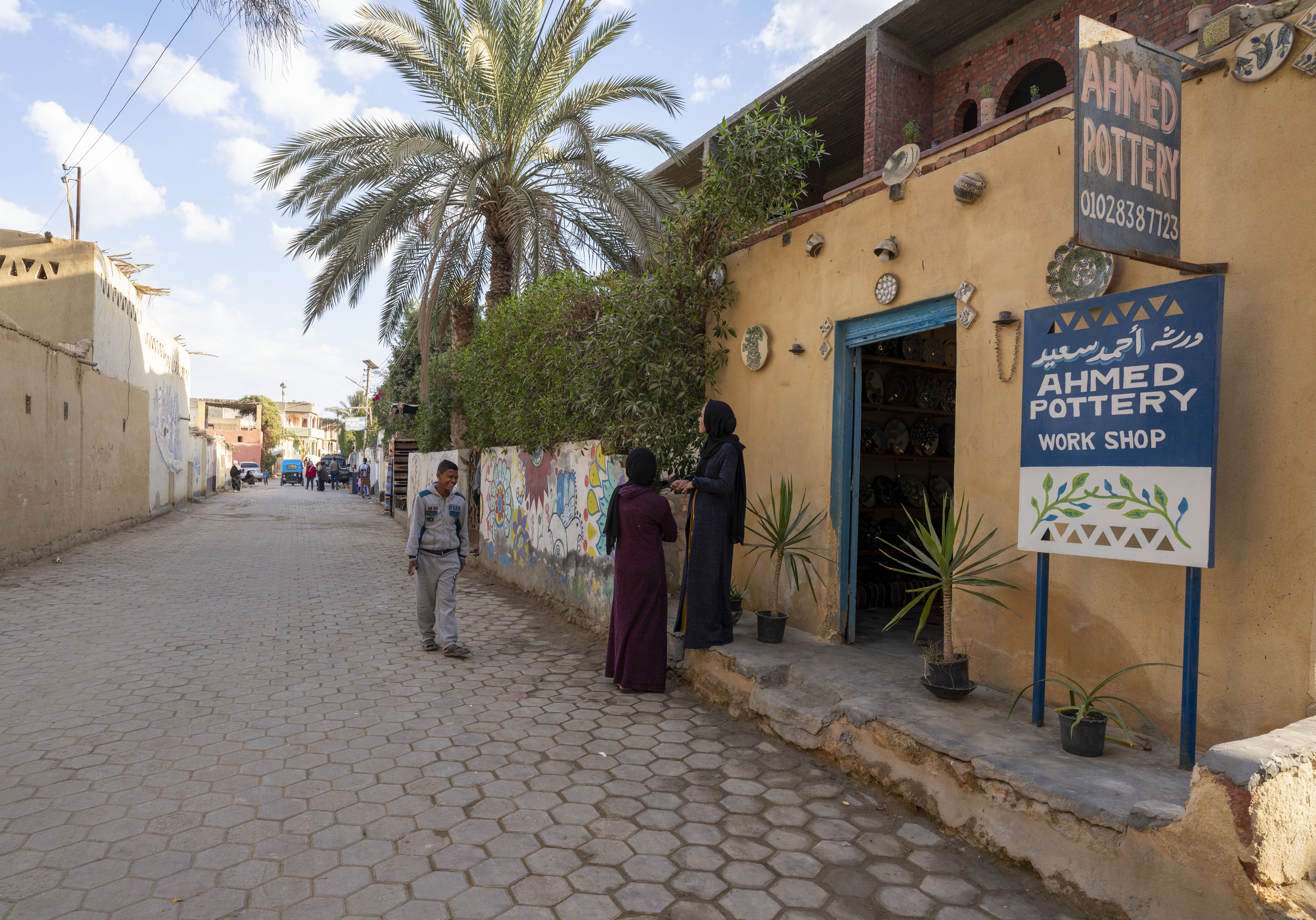
ورشة أحمد سعيد إحدى الورشة المشهورة بصناعة الخزف
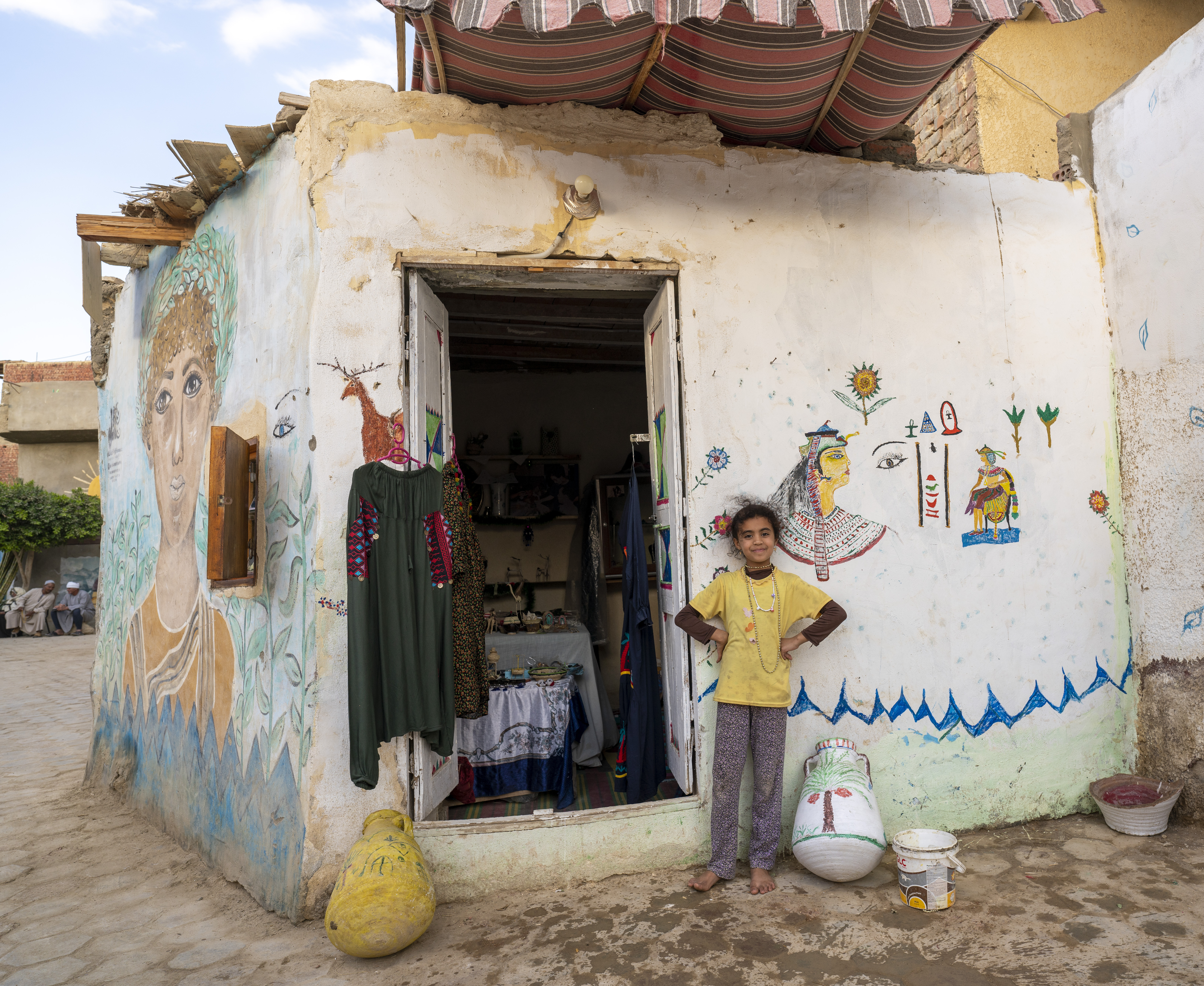
فتاة تقف أمام محل لبيع الخردوات والأوانى المصنوعة من الخزف
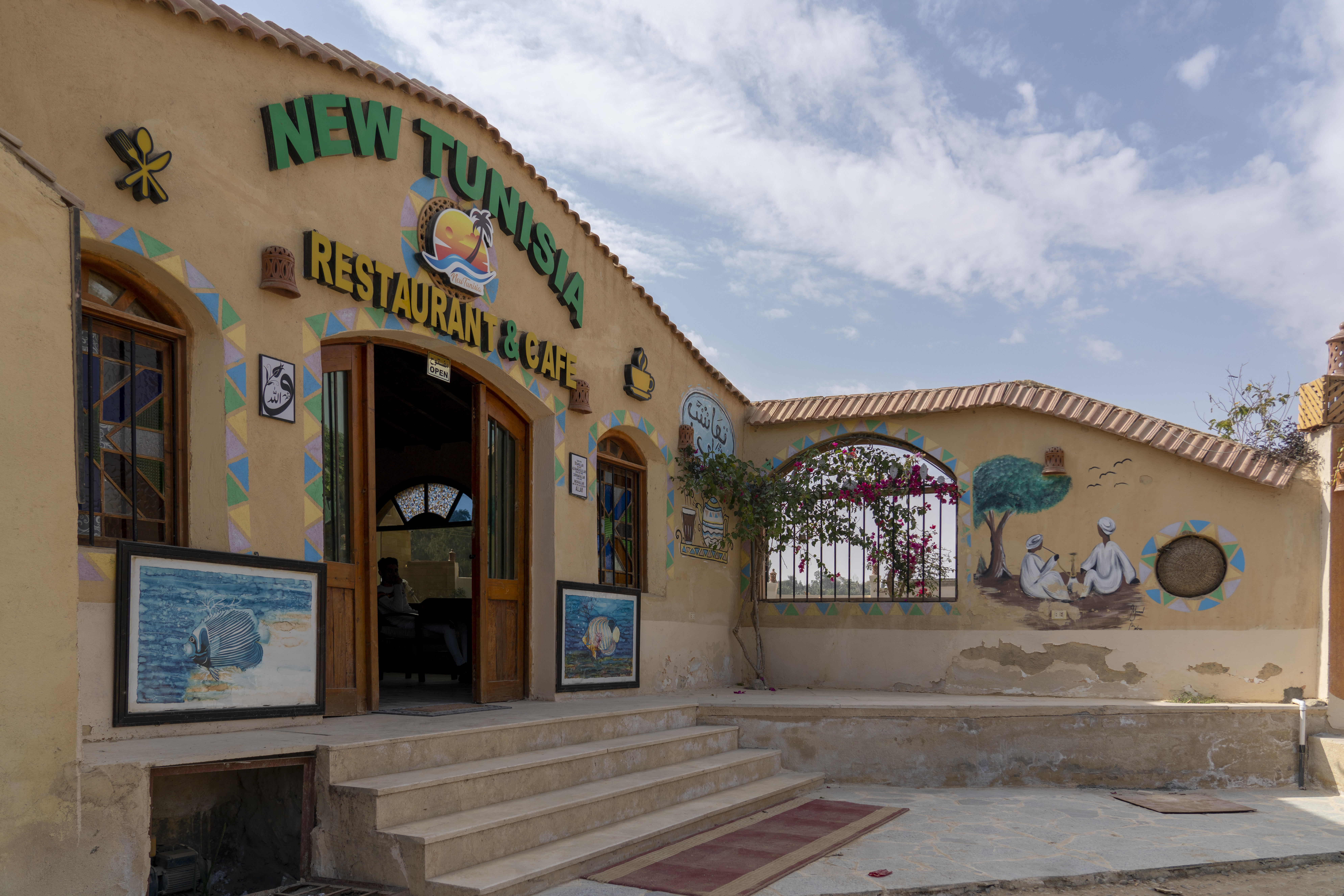
قرية تونس منطقة جذب سياحى

## وصلات خارجية
- سكاى نيوز . وفاة إيفيلين بوريه
- BBC news عربية . وفاة الفنانة إيفلين بوريه